# 最強パレパレード
「最強パレパレード」（さいきょうパレパレード）は、2006年11月22日にLantisから発売されたシングル。

## 概要
ラジオ『涼宮ハルヒの憂鬱 SOS団ラジオ支部』の第2期の主題歌として使用されており、前作同様ボーカルには劇中でメインヒロイン3人を演じている平野綾、茅原実里、後藤邑子の3人を起用している。CDジャケットには、涼宮ハルヒ、長門有希、朝比奈みくるがプリントされている。

## 収録曲
（全作詞：畑亜貴）
1. 最強パレパレード [4:19]
作曲：田代智一、編曲：安藤高弘
  - ラジオ『涼宮ハルヒの憂鬱 SOS団ラジオ支部』第2期オープニングテーマ
2. 運命的事件の幸福 [4:31]
作曲：田村信二、編曲：近藤昭雄
  - ラジオ『涼宮ハルヒの憂鬱 SOS団ラジオ支部』第2期エンディングテーマ
3. 最強パレパレード（off vocal）
4. 運命的事件の幸福（off vocal）

## その他
- 「最強パレパレード」の一部分は、モールス符号でSOS (遭難信号)を表す「・・・－－－・・・」というリズムで構成されている。ただし、冒頭に効果音として挿入されているモールス信号音は"SOS"ではなく、英文・和文のモールス符号には該当するものがない符号が使われている。
- 石川ゆみによる振り付けが存在し、涼宮ハルヒの激奏において、平野綾、茅原実里、後藤邑子が踊っており、Wii用ソフト涼宮ハルヒの激動のストーリー内でも使用されている。
- 表題曲「最強パレパレード」を、ももいろクローバーがカバーしており、限定出荷シングル「きみゆき」とアルバム「入口のない出口」に収録。ももいろクローバーZに改名したのちも度々ライブで披露しており、後輩グループにあたるTEAM SHACHIやたこやきレインボーなどもライブでカバーしている。

## 収録アルバム
| 曲名             | アルバム                                             | 発売日        | 備考                     |
| ---------------- | ---------------------------------------------------- | ------------- | ------------------------ |
| 最強パレパレード | 『涼宮ハルヒの弦奏』                                 | 2009年6月24日 | ライブアルバム           |
| 最強パレパレード | 『涼宮ハルヒの記憶』                                 | 2009年8月5日  | コンピレーションアルバム |
| 最強パレパレード | 『涼宮ハルヒの憂鬱 -Super Remix- Full-Mix』          | 2009年8月26日 | リミックスアルバム       |
| 最強パレパレード | 『涼宮ハルヒの完奏〜コンプリートサウンドトラック〜』 | 2016年7月7日  | サウンドトラック         |
| 運命的事件の幸福 | 『涼宮ハルヒの記憶』                                 | 2009年8月5日  | コンピレーションアルバム |
| 運命的事件の幸福 | 『涼宮ハルヒの完奏〜コンプリートサウンドトラック〜』 | 2016年7月7日  | サウンドトラック         |

## 他のアーティストによるカバー
- i☆Ris - 2013年4月3日発売のミニアルバム『カバ☆リス』に収録。選曲者はメンバーの久保田未夢[1]。